# Dorcadion isernii
Dorcadion isernii là một loài bọ cánh cứng trong họ Cerambycidae.